# Scelolophia rescindaria
Scelolophia rescindaria är en fjärilsart som beskrevs av Walker 1861. Scelolophia rescindaria ingår i släktet Scelolophia och familjen mätare. Inga underarter finns listade.